# Harbin SH-5
Harbin SH-5 – chińska, wielosilnikowa łódź latająca. Maszyna przeznaczona jest do działań poszukiwawczo-ratowniczych, przeciwpożarowych, patrolowych i przeciwpodwodnych.

## Historia
Na początku lat 60. XX wieku w Związku Radzieckim rozpoczęto prace nad nową łodzią latającą przeznaczoną do realizacji zadań transportowych. Konstrukcja, części i podzespoły nowego samolotu miały być w maksymalnym stopniu zunifikowane z największym samolotem transportowym jakim w owym czasie dysponował Związek Radziecki, maszyną An-12. Unifikacja obejmowała skrzydła, jednostki napędowe, w dużym stopniu usterzenie i konstrukcję kadłuba. Od początku zaprojektowano dolną część kadłuba samolotu przeznaczoną do działania w wodzie. Radziecka marynarka wojenna nie wyraziła swojego zainteresowania i projekt nie wyszedł poza deski kreślarskie. Tymczasem kilka egzemplarzy An-12 trafiło do Chińskiej Republiki Ludowej, a wraz z nimi dostarczono niewykorzystaną dokumentację techniczną i niezbędne oprzyrządowanie do uruchomienia produkcji na miejscu. Było to wystarczające aby rozpocząć produkcję samolotu na własnym terenie pod oznaczeniem Y-8, nawet pomimo braku wsparcia ze strony ZSRR po rozłamie, do jakiego doszło we wzajemnych relacjach. Wykorzystując nabytą dokumentację niezrealizowanej łodzi latającej, w 1968 roku, oficjalnie Chińczycy rozpoczęli prace nad projektem swoich radzieckich kolegów. Zaprojektowali wodnosamolot przy wykorzystaniu bazowego projektu Y-8. Usterzenie nowego samolotu zaprojektowano opierając się na konstrukcji maszyny Be-6, których kilka egzemplarzy przybyło z ZSRR pod koniec lat 50. Dziób samolotu był kopią przodu japońskiej amfibii Shin Meiwa PS-1. W 1971 roku ukończono prototyp samolotu, który do swojego dziewiczego lotu wzbił się dopiero pięć lat później. Dalsze próby maszyn trwały równie długo, w 1985 roku uruchomiono produkcję seryjną samolotu oznaczonego jako SH-5 (Shuishang Hongzha - wodnosamolot bombowy) w Harbinie. Zakończono ją w 1990 roku po wybudowaniu łącznie sześciu egzemplarzy: dwóch prototypów 01 i 02 oraz maszyn oznaczonych numerami 9113, 9123, 9133 i 9143. Ich użycie w lotnictwie Marynarki Wojennej Chińskiej Armii Ludowo-Wyzwoleńczej było bardzo ograniczone. Samoloty wykorzystywano do testów systemów do wykrywania okrętów podwodnych i w roli maszyn przeciwpożarowych. Jeden z samolotów wyposażono w cztery podskrzydłowe węzły do podwieszania torped. Co najmniej jeden z samolotów w wyniku wypadku zatonął na mieliźnie, a następnie został wydobyty i odremontowany. Egzemplarz prototypowy 01 został utracony w trakcie eksploatacji. Kolejny prototyp oznaczony jako 02, trafił do muzeum. 
Losy SH-5 spowodowane były tym, iż chińska marynarka nie potrzebowała tego typu maszyny. W okresie jej powstania i eksploatacji, Chiny stały w przededniu swojej ekspansji na otwarty ocean, w tym czasie skupiając się na działaniach przybrzeżnych. Tam, w relatywnie niewielkiej odległości od macierzystego brzegu, chińskie okręty swobodnie mogły korzystać z pomocy samolotów bazowania lądowego.